# 由旬
由旬（巴利語，yojanā），是古印度的一個長度單位，佛教沿用。又譯踰闍那、踰繕那、瑜膳那、俞旬、踰旬、由延。原來指公牛掛軛走一天的旅程。

## 詞源
yojana或yojanā，本義爲附軛，來自詞根yuj-或yug-（軛；結合，加入），有印歐語同源詞英語yoke（軛）、join（加入），拉丁語iugum（軛）、iungō（軛；加入）等。意譯爲：合、和合、應、限量、一程、驛。
本義是以軛代指公牛掛軛走一天的旅程，作為長度單位。 《大唐西域記》記載亦轉指帝王車馬走一天的旅程。 

## 概論
舊傳一由旬為「四十里」（大約二十公里，一里約為現在的半公里）。根據《大唐西域記》和義淨三藏，唐代的天竺國俗一由旬為四拘盧舍 ，一拘盧舍為八里 ，因此一由旬相當於「三十二里」（約十六公里）。據僧肇所傳，由旬又分為上由旬、中由旬、下由旬，上由旬六十里，中由旬五十里，下由旬四十里。
若按佛教經論，一由旬為八拘盧舍。據義淨計算，此一拘盧舍約為一里半，因此一由旬相當於「十二里」（約六公里）。西域記計算一拘盧舍為二里，因此一由旬相當於「十六里」（約八公里）。
根據阿育王第十三號大摩崖碑文的記載，從印度（應是從華氏城算起）到希臘國王安條耶伽（應是指安條克二世 ，首都在巴比倫）的距離為六百由旬。既然華氏城距離巴比倫四千公里，則可估算出來在阿育王時代，一由旬約為「七公里」。
|                         | 天愛（喜見王）得此勝利，從此處到所有邊遠地區，乃至於遠達六百由旬之地——統治該處的臾那國王名為安條耶伽王（Antiyoga）。越過安條耶伽有托勒馬耶王（Tulamaya）、安提基那王（Antekina）、馬卡王（Makā）和亞歷基耶山大拉王（Alikya-shudala）這四位國王的土地。在南方可至朱達諸王（Chōḍa）、潘地亞諸王（Pāņḍya），遠及赤銅鍱王（Tāmraparņī）。同樣地，在（天愛）王的版圖之內，臾那人和劍浮沙人（Kambõja），那婆卡人（Nābhaka）和那婆般提人（Nābhakpaṅkti），菩闍人（Bhōja）和比提尼基耶人（Pitinikya），案達羅人（Andhra）和帕拉達人（Pālada），亦皆隨順天愛王頒布的法之教敕（Dhaṃma Lipi）。 |
| ——阿育王詔書石文 No. 13 | |

由旬的長度標準，會因為不同的印度天文學家而有不一樣的計算方式。作於四世紀到五世紀初的《蘇利耶悉檀多》，其規定的一由旬換算成現在的距離單位為八公里。然而十四世紀的數學家波羅昧娑囉（Paramesvara）所定義的一由旬為今日的十三公里。
理斯·戴維斯認為公元五世紀的巴利文獻，一由旬（yojana）是指大約十一公里（七英哩）的距離。萊昂內爾·巴奈特認為印度人所使用的單位有「長由旬」與「短由旬」，前者約為十四公里（九英哩），「短由旬」則是其一半。